# Eruguera de Java
L'eruguera de Java (Coracina javensis) és una espècie d'ocell de la família dels campefàgids (Campephagidae) que habita boscos i sabanes de les terres baixes de Java i Bali.